# Johan Claesson Prytz
Johan Claesson Prytz, född 4 oktober 1621 i Högby församling, Östergötland, död 12 december 1667 i Stockholm, var en svensk ämbetsman.

## Biografi
Prytz  föddes 1621 på Högby prästgård i Högby församling. Han var son till kyrkoherden Claudius Prytz och Margareta Ericsdotter Holm. Prytz blev 22 september 1635 student vid Uppsala universitet och disputerade 1641 och 1643. Han blev rådman i Stockholm 1650 och stadssekreterare 1652. Han blev borgmästare samt preses i justitiekollegium i Stockholm 1660. Prytz blev adlad till Prytz eller fick förnyelse på sitt gamla adelskap medelst sköldebrev 1661 och introducerades 1664 på Riddarhuset under nummer 702. Han blev kansliråd 1667 men avled samma år. Han begravdes 1668 i Botkyrka kyrka såsom justitieborgmästare, då han inte hann tillträda sitt nya ämbete.
Han var borgarståndets talman på riksdagen i Göteborg 1660 och i Stockholm samma år.
Han ägde Alby gård och Fjällsta i Botkyrka socken.

### Familj
Prytz gifte sig 25 mars 1650 i Stockholm med Margareta Grundel. Hon var dotter till justitieborgmästaren Jacob Grundel och Elisabet Depken i Stockholm. De fick tillsammans barnen majoren Claes Prytz (1651–1707), Elisabet Prytz (1652–1732) som var gift med assessorn Johan Rosenhoff och landshövdingen Carl Gustaf Gyllencreutz, kaptenen Johan Prytz, militären Gustaf Prytz (född 1662), Margareta (död 1705) som var gift med kaptenen Verner Tranfelt, Ebba Catharina Prytz som vari gift med majoren Mattias Christoffer von Kothen och Anna Maria Prytz.